# Çoruh
Il Çoruh (in turco Çoruh) o Chorokhi (in armeno Ճորոխ?, Tchorokh; in georgiano ჭოროხი?, Tch'orokhi; in greco Άκαμψις?, Akampsis) è un fiume costiero caucasico del mar Nero che nasce e scorre prevalentemente in Turchia e sfocia in Georgia. Ha una lunghezza di 438 km - dei quali solo 22 scorrono in Georgia - e drena un bacino di 22 100 km², una superficie simile grossomodo a quella di paesi come El Salvador o Israele.

## Storia
Nell'opera di Flavio Arriano Periplus Ponti Euxini, il fiume viene chiamato Άκαμψις, Acampsis; Plinio il Vecchio potrebbe averlo confuso con il Bathys. In passato era conosciuto anche come Boas, Churuk, Chorokh o Apsarus, dal nome della fortezza omonima che sorge sulla sua riva sinistra.

## Geografia
Il Çoruh nasce sul Mescit Dağı, nella provincia di Bayburt del nord-est della Turchia, dalla confluenza dei fiumi Pulur Deresi e Sakızlı Deresi, che hanno le proprie sorgenti a più di 2200 m. Il fiume si dirige in un primo momento in direzione est, scorrendo attraverso la faglia Kelkit-Çoruh, estesa in senso est-ovest quasi parallela alla linea costiera del mar Nero ad una distanza di 50-100 km.
Il Çoruh scorre in prossimità della capitale provinciale, Bayburt (35.947 ab. nel 2012), situata sulle sponde di uno dei suoi affluenti principali, il fiume Yıldırım. In questa sezione del suo percorso scorre attraverso gole ripide e rocciose, raggiungendo poco dopo le piccole località di Arslandede e Çakırbağ. Entra quindi nella provincia di Erzurum, passando per Laleli, Kirazlı e Ispir (6570 ab.). Il fiume piega sempre più verso nord-est e, dopo aver lasciato le piccole località di Öztoprak e Bahçeli, entra in un'area protetta. Entra poi nella provincia di Artvin, dove arriva a Tekkale e Yusufeli (6856 ab.), per entrare nuovamente in un'altra area protetta. In questa zona protetta passa per Sebzeciler e Demirkent Bucağı e poi, svoltando direttamente in direzione nord, giunge ad Artvin (25.771 ab.), la capitale provinciale. Bagna poi Adagül, Borçka e Çavuşlu e raggiunge infine il confine con la Georgia.
Dopo un piccolo tratto (meno di 3 km) in cui il suo corso costituisce la frontiera tra i due paesi, il Çoruh entra finalmente in Georgia, dove è conosciuto come Chorokhi, nella Repubblica Autonoma di Agiaria. Sfocia nel mar Nero pochi chilometri a nord del confine turco-georgiano, appena a sud della città di Batumi (154.100 ab. nel 2015), la capitale regionale.

## Biodiversità
La valle del Çoruh è situata nella zona ecologica del Caucaso, che è considerata dal WWF e da Conservation International come un tesoro di biodiversità. La valle del Çoruh è riconosciuta dalle organizzazioni conservazioniste turche come un'area importante per le piante, gli uccelli e la biodiversità, ed è stata dichiarata zona ad alta priorità per la protezione. La valle è ricca di piante e ospita 104 specie di piante minacciate a livello nazionale, delle quali 67 endemiche della Turchia.